# Демба (Мазовецьке воєводство)
Демба (пол. Dęba) — село в Польщі, у гміні Пшитик Радомського повіту Мазовецького воєводства.
Населення — 249 осіб (2011).
У 1975-1998 роках село належало до Радомського воєводства.

## Демографія
Демографічна структура станом на 31 березня 2011 року:
|          | Загалом | Допрацездатний вік | Працездатний вік | Постпрацездатний вік |
| -------- | ------- | ------------------ | ---------------- | -------------------- |
| Чоловіки | 131     | 39                 | 79               | 13                   |
| Жінки    | 118     | 29                 | 59               | 30                   |
| Разом    | 249     | 68                 | 138              | 43                   |